# タヌキアヤメ科
タヌキアヤメ科（タヌキアヤメか、Philydraceae Link）はツユクサ目に属する小さい科である。東南アジアから太平洋諸島、オーストラリアの熱帯・亜熱帯に分布する多年草、3属6種からなる。日本ではタヌキアヤメだけが九州南部以南に自生する。
葉は線形で叢生し、直立する茎の先に穂状または円錐状花序がつく。花は両性で苞に抱かれている。3数性の多い単子葉類としては非典型的な2数性の花を持ち、花被は内外2枚ずつで花弁状。雄蕊は1本。子房上位。果実は蒴果で多数の種子を含む。
クロンキスト体系、新エングラー体系ではユリ目に入れられていた。

## 属
- Helmholtzia
- Philydrella
- タヌキアヤメ属 Philydrum